# بارناباس كيليمن
بارناباس كيليمن (بالمجرية: Kelemen Barnabás)‏ هو عازف كمان مجري، ولد في 12 يونيو 1978 في بودابست في المجر.

## وصلات خارجية
- بارناباس كيليمن على موقع ميوزك برينز (الإنجليزية)
- بارناباس كيليمن على موقع أول ميوزيك (الإنجليزية)
- بارناباس كيليمن على موقع ديسكوغز (الإنجليزية)